# Coupe d'Union soviétique de football 1969
Navigation
Édition 1967-1968 Édition 1970
La Coupe d'Union soviétique 1969 est la 28e édition de la Coupe d'Union soviétique de football. Elle se déroule entre le 23 mars et le 17 août 1969.
La finale se joue le 17 août 1969 au Stade Lénine de Moscou et voit la victoire du Karpaty Lvov qui remporte sa première coupe nationale aux dépens du SKA Rostov. Il s'agît de l'unique fois qu'une équipe de deuxième division remporte la compétition. Ce succès lui permet par ailleurs de se qualifier pour la Coupe des coupes 1970-1971.

## Format
Un total de 104 équipes issues des deux premières divisions soviétiques prennent part à la compétition. Cela inclut les 20 participants à la première division 1969 ainsi que 84 des 87 pensionnaires du deuxième échelon.
La compétition est à l'origine censée se déroulée selon le format sur deux années en place depuis l'édition 1965-1966, et alors qu'une partie de la phase préliminaire a déjà été jouée, la formule est finalement modifiée au cours du printemps 1969. La compétition repasse alors à un format sur une seule année et n'inclut à présent plus les équipes de la troisième division.
Le tournoi se divise en huit tours, à l'issue desquels le vainqueur de la compétition est désigné. Les équipes de la première division font leur entrée en lice lors du quatrième tour, correspondant au stade des seizièmes de finale.
Chaque confrontation prend la forme d'une rencontre unique jouée sur la pelouse d'une des deux équipes. En cas d'égalité à l'issue du temps réglementaire d'un match, une prolongation est jouée. Si celle-ci ne suffit pas à départager les deux équipes, le match est rejoué ultérieurement.

## Résultats

### Seizièmes de finale
Les rencontres de ce tour sont jouées entre le 21 et le 23 mai 1969. Il voit l'entrée en lice des équipes de la première division 1969.
| Date        | Locaux                       | Score    | Visiteurs                  |
| ----------- | ---------------------------- | -------- | -------------------------- |
| 21 mai 1969 | Chakhtior Karaganda (D2)     | 2 - 1    | (D1) Dinamo Minsk          |
| 21 mai 1969 | Soudostroïtel Nikolaïev (D2) | 2 - 1 ap | (D1) Torpedo Koutaïssi     |
| 21 mai 1969 | Avtomobilist Jitomir (D2)    | 1 - 0    | (D1) Chakhtior Donetsk     |
| 21 mai 1969 | Torpedo Taganrog (D2)        | 2 - 0    | (D1) Zaria Lougansk        |
| 21 mai 1969 | Dinamo Moscou (D1)           | 2 - 0    | (D1) Neftchi Bakou         |
| 22 mai 1969 | Chinnik Iaroslavl (D2)       | 1 - 3    | (D1) SKA Rostov            |
| 22 mai 1969 | Tchernomorets Odessa (D1)    | 3 - 2    | (D1) Dinamo Tbilissi       |
| 22 mai 1969 | Spartak Brest (D2)           | 1 - 2    | (D1) Zénith Léningrad      |
| 22 mai 1969 | Sokol Saratov (D2)           | 5 - 0    | (D1) Kaïrat Alma-Ata       |
| 22 mai 1969 | Pakhtakor Tachkent (D1)      | 0 - 3    | (D1) Torpedo Moscou        |
| 22 mai 1969 | Luch Vladivostok (D2)        | 1 - 0    | (D1) Ouralmach Sverdlovsk  |
| 22 mai 1969 | Lokomotiv Moscou (D1)        | 2 - 3    | (D1) Dinamo Kiev           |
| 22 mai 1969 | Žalgiris Vilnius (D2)        | 0 - 1    | (D1) CSKA Moscou           |
| 22 mai 1969 | Troud Voronej (D2)           | 0 - 0 ap | (D1) Spartak Moscou        |
| 23 mai 1969 | Troud Voronej (D2)           | 1 - 0    | (D1) Spartak Moscou        |
| 22 mai 1969 | Rubin Kazan (D2)             | 3 - 1    | (D1) Krylia Sovetov Samara |
| 22 mai 1969 | Karpaty Lvov (D2)            | 2 - 1 ap | (D1) Ararat Erevan         |

### Huitièmes de finale
Les rencontres de ce tour sont jouées entre le 12 et le 30 juin 1969.
| Date         | Locaux                | Score    | Visiteurs                    |
| ------------ | --------------------- | -------- | ---------------------------- |
| 12 juin 1969 | SKA Rostov (D1)       | 3 - 0    | (D2) Torpedo Taganrog        |
| 16 juin 1969 | Zénith Léningrad (D1) | 0 - 1    | (D1) Torpedo Moscou          |
| 27 juin 1969 | Dinamo Kiev (D1)      | 5 - 1    | (D2) Chakhtior Karaganda     |
| 27 juin 1969 | Dinamo Moscou (D1)    | 2 - 1    | (D2) Luch Vladivostok        |
| 28 juin 1969 | Rubin Kazan (D2)      | 0 - 2 ap | (D2) Soudostroïtel Nikolaïev |
| 28 juin 1969 | Karpaty Lvov (D2)     | 2 - 0    | (D1) Tchernomorets Odessa    |
| 29 juin 1969 | Sokol Saratov (D2)    | 1 - 2    | (D2) Troud Voronej           |
| 29 juin 1969 | CSKA Moscou (D1)      | 0 - 0 ap | (D2) Avtomobilist Jitomir    |
| 30 juin 1969 | CSKA Moscou (D1)      | 1 - 0    | (D2) Avtomobilist Jitomir    |

### Quarts de finale
Les rencontres de ce tour sont jouées entre le 14 et le 17 juillet 1969.
| Date            | Locaux              | Score    | Visiteurs                    |
| --------------- | ------------------- | -------- | ---------------------------- |
| 14 juillet 1969 | Troud Voronej (D2)  | 0 - 1    | (D2) Karpaty Lvov            |
| 15 juillet 1969 | Torpedo Moscou (D1) | 1 - 2    | (D2) Soudostroïtel Nikolaïev |
| 17 juillet 1969 | SKA Rostov (D1)     | 1 - 0    | (D1) Dinamo Moscou           |
| 17 juillet 1969 | CSKA Moscou (D1)    | 1 - 0 ap | (D1) Dinamo Kiev             |

### Demi-finales
Les rencontres de ce tour sont jouées les 19 et 29 juillet 1969.
| Date            | Locaux            | Score | Visiteurs                    |
| --------------- | ----------------- | ----- | ---------------------------- |
| 19 juillet 1969 | Karpaty Lvov (D2) | 2 - 0 | (D2) Soudostroïtel Nikolaïev |
| 29 juillet 1969 | SKA Rostov (D1)   | 1 - 0 | (D1) CSKA Moscou             |

### Finale
| Titulaires :    |                            |
|                 |                            |
|                 | Viktor Tourlak (ru)        |
|                 | Iván Gereg (ru)            |
|                 | Rostislav Pototchniak (ru) |
|                 | Piotr Daniltchouk (ru)     |
|                 | Valeri Syrov (en)          |
|                 | Lev Brovarski (en)         |
|                 | Vladimir Daniliouk (ru)    |
|                 | Vladimir Boulgakov (en)    |
|                 | Ianoch Gabovda (ru)        |
|                 | Igor Koultchitski (en)     |
|                 | Guennadi Likhatchiov (ru)  |
|                 |                            |
| Entraîneur :    |                            |
| Ernő Juszt (en) |                            |

| Titulaires :      |                          |     |
|                   |                          |     |
|                   | Lev Koudassov (ru)       |     |
|                   | Boris Serostanov (ru)    |     |
|                   | Nikolaï Antonevitch (ru) |     |
|                   | Valeri Korneïev (ru)     |     |
|                   | Valeri Sinau (en)        |     |
|                   | Viktor Trembatch (ru)    | 74e |
|                   | Aleksandr Popov (ru)     |     |
|                   | Alekseï Ieskov           | 63e |
|                   | Vladimir Proskourine     |     |
|                   | Anatoli Zintchenko (en)  |     |
|                   | Iouri Vassenine (en)     |     |
|                   |                          |     |
| Remplaçants :     |                          |     |
|                   | Iouri Romanov (ru)       | 63e |
|                   | Vassili Golovko          | 74e |
|                   |                          |     |
| Entraîneur :      |                          |     |
| Guennadi Matveïev |                          |     |

| Titulaires :    |                            |
|                 |                            |
|                 | Viktor Tourlak (ru)        |
|                 | Iván Gereg (ru)            |
|                 | Rostislav Pototchniak (ru) |
|                 | Piotr Daniltchouk (ru)     |
|                 | Valeri Syrov (en)          |
|                 | Lev Brovarski (en)         |
|                 | Vladimir Daniliouk (ru)    |
|                 | Vladimir Boulgakov (en)    |
|                 | Ianoch Gabovda (ru)        |
|                 | Igor Koultchitski (en)     |
|                 | Guennadi Likhatchiov (ru)  |
|                 |                            |
| Entraîneur :    |                            |
| Ernő Juszt (en) |                            |

| Titulaires :      |                          |     |
|                   |                          |     |
|                   | Lev Koudassov (ru)       |     |
|                   | Boris Serostanov (ru)    |     |
|                   | Nikolaï Antonevitch (ru) |     |
|                   | Valeri Korneïev (ru)     |     |
|                   | Valeri Sinau (en)        |     |
|                   | Viktor Trembatch (ru)    | 74e |
|                   | Aleksandr Popov (ru)     |     |
|                   | Alekseï Ieskov           | 63e |
|                   | Vladimir Proskourine     |     |
|                   | Anatoli Zintchenko (en)  |     |
|                   | Iouri Vassenine (en)     |     |
|                   |                          |     |
| Remplaçants :     |                          |     |
|                   | Iouri Romanov (ru)       | 63e |
|                   | Vassili Golovko          | 74e |
|                   |                          |     |
| Entraîneur :      |                          |     |
| Guennadi Matveïev |                          |     |